# نینا نیمارک آندرشن
نینا نیمارک آندرشن (نروژی: Nina Nymark Andersen؛ زادهٔ ۲۸ سپتامبر ۱۹۷۲) بازیکن فوتبال اهل نروژ بود.